# خیزان
خیزان (به ترکی استانبولی: Hizan) شهری است در کشور ترکیه که در استان بتلیس واقع شده‌است. جمعیت این شهر بر اساس سرشماری سال ۲۰۰۸ میلادی ۱۰٬۲۵۸ نفر و بر اساس برآوردهای سال ۲۰۰۹ میلادی ۹٬۳۱۱ نفر می‌باشد.پس از ناحیه دریای سیاه بیشترین فندق درناحیه خیزان کشت می شود و تولید فندوق و عسل معیشت اصلی روستائیان است.
در سال ۱۵۱۴ در نتیجه جنگ چالدران تحت حاکمیت امپراتوری عثمانی قرار گرفت  در سال ۲۰۱۵ دفتر حزب عدالت و توسعه در هیزان مورد ی حمله گروه های کُردی قرار گرفت